# Cumbuco

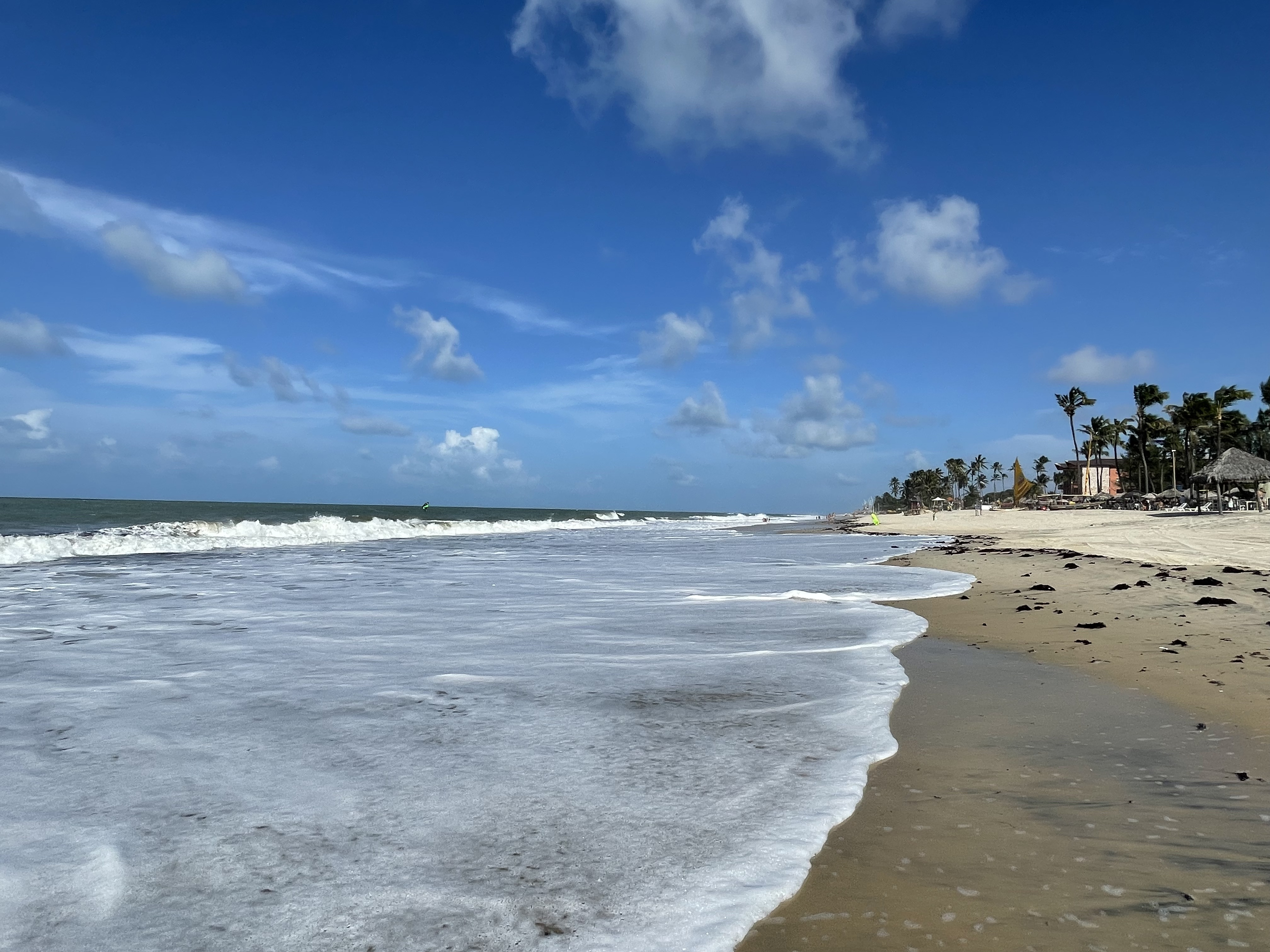
Strand bei Cumbuco

Cumbuco ist ein kleiner Fischerort im Nordosten Brasiliens im Bundesstaat Ceará. Die nächste große Stadt ist Fortaleza in einer Entfernung von 35 km mit dem internationalen Flughafen Pinto Martins. Cumbuco gehört zur 8 km entfernten Gemeinde Caucaia. Die Infrastruktur umfasst nationale wie internationale Restaurants, Bars, Diskotheken, Einkaufsmöglichkeiten, Autoverleih sowie zahlreiche Hotels, Pensionen und Apartments.
Das Klima ist tropisch. Durch die Nähe zum Äquator sind Sommer und Winter meteorologisch nicht klar voneinander abgrenzbar. Die Jahresdurchschnittstemperatur liegt bei 26,7 °C. Die Regenzeit ist von Januar bis Mai. Das restliche Jahr über scheint die Sonne stärker und es regnet seltener. Dabei ist der niederschlagärmste Monat der September, der Monat mit dem durchschnittlich meisten Niederschlag der April.
Landschaftlich auffällig sind die hohen Dünen. Der mit Palmen bewachsene Strand fällt flach zum Wasser ab und ist ca. 20 km lang. Die speziellen Fischerboote, die an der Küste des Bundesstaates Ceará zu sehen sind, heißen Jangadas.
Cumbuco hat trotz der Nähe zum Strand diverse Süßwasserseen (Lagoas), die zum Baden und zum Wassersport genutzt werden.
Cumbuco entwickelte sich zu einem Zentrum des Trendsports Kitesurfen. Daher haben sich in den letzten Jahren viele Kitesurfschulen angesiedelt.
Durch eine neu entstehende Stahlindustrie nördlich von Cumbuco, im Complexo Industrial e Portuário do Pecém bei Porto do Pecém, mit dem Ziel, zahlreiche Arbeitsplätze zu schaffen, kann Cumbuco auch in der Zukunft mit starkem Wachstum rechnen. Dabei ist mit einem Rückgang des Tourismus wegen Verkleinerung der Strandflächen zu rechnen. Das Holzkohleheizkraftwerk für die Stahlindustrie ist in Betrieb.

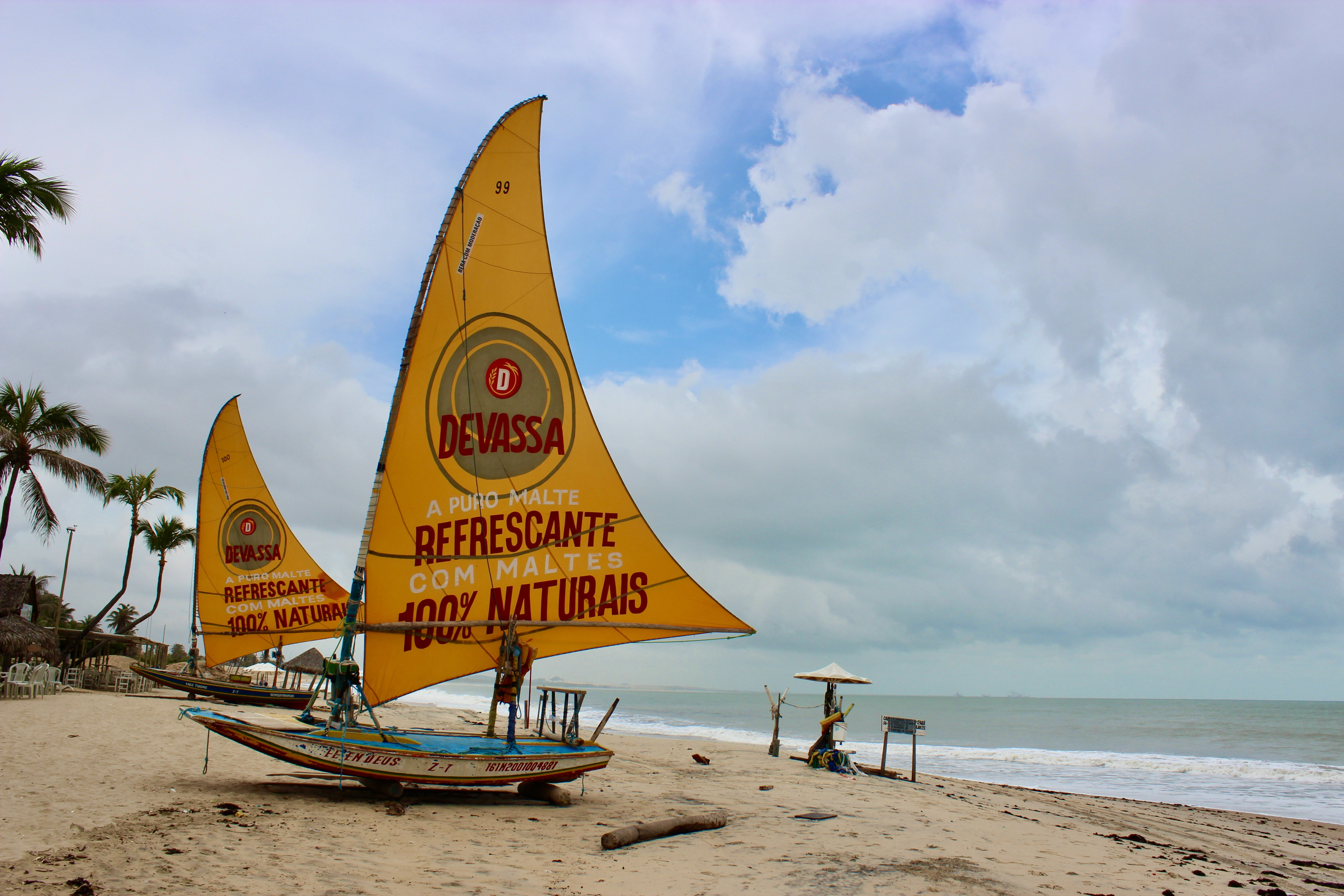
Jangadas im Strand
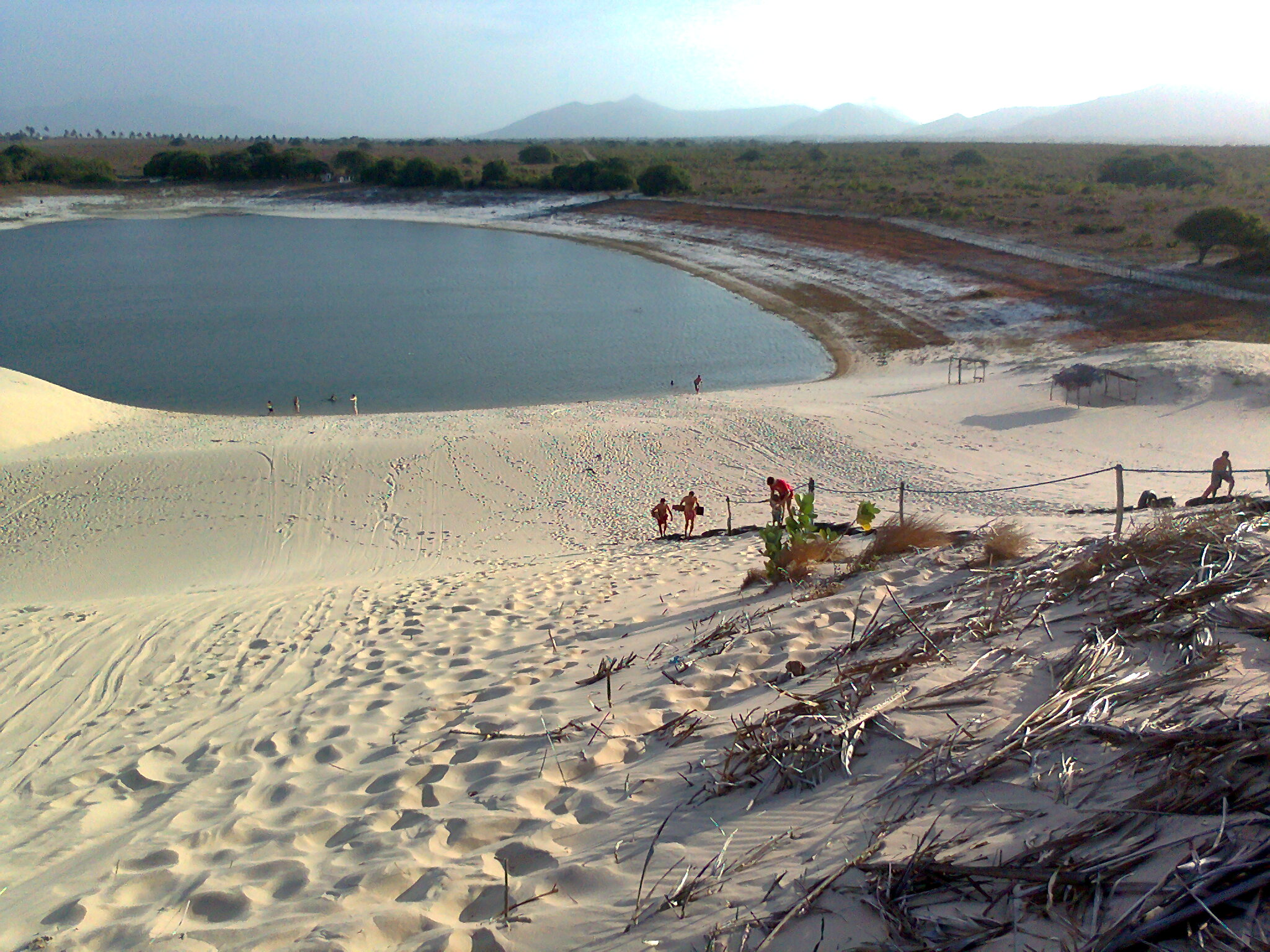
Dünen
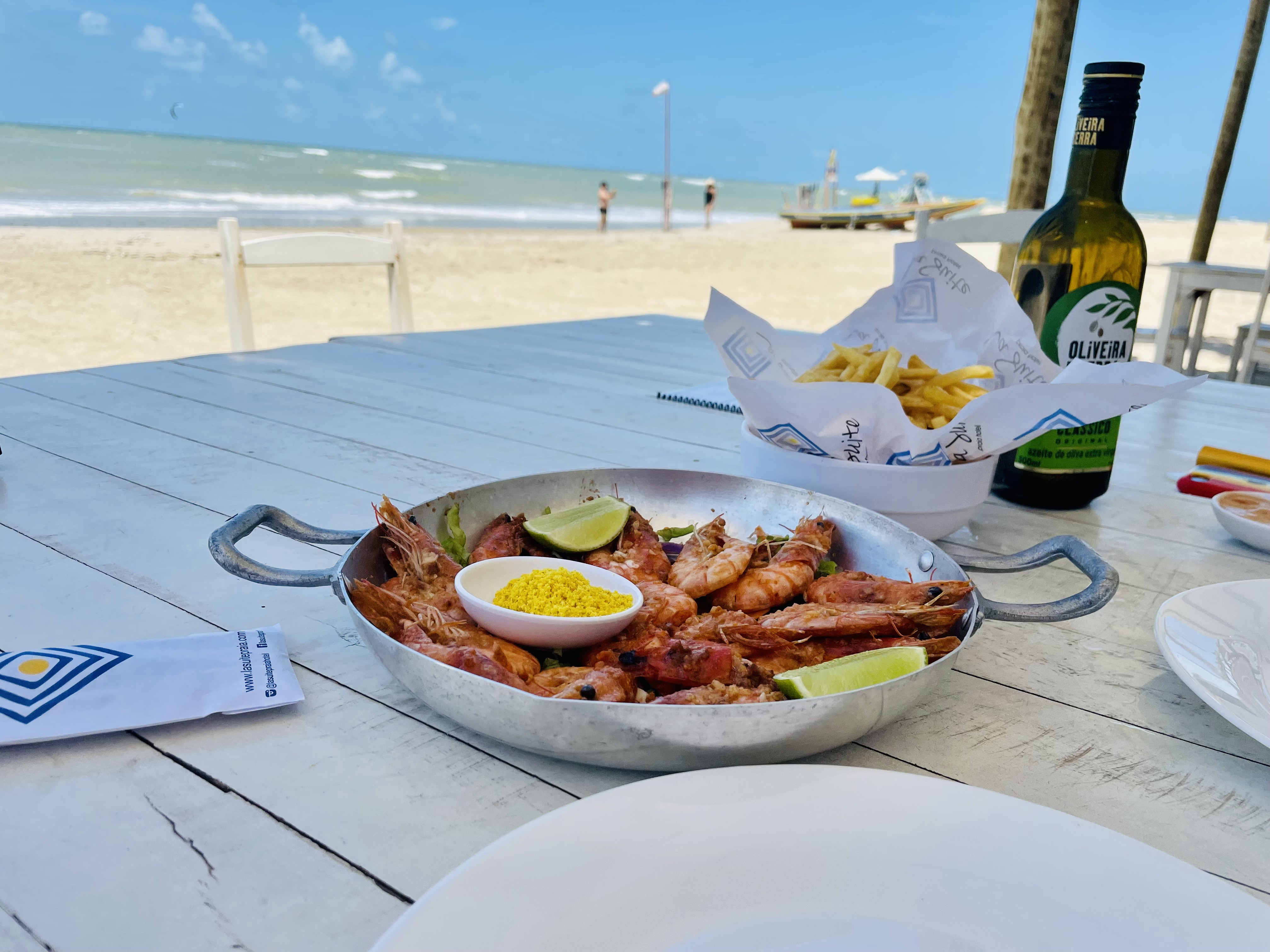
Verpflegung am Strand
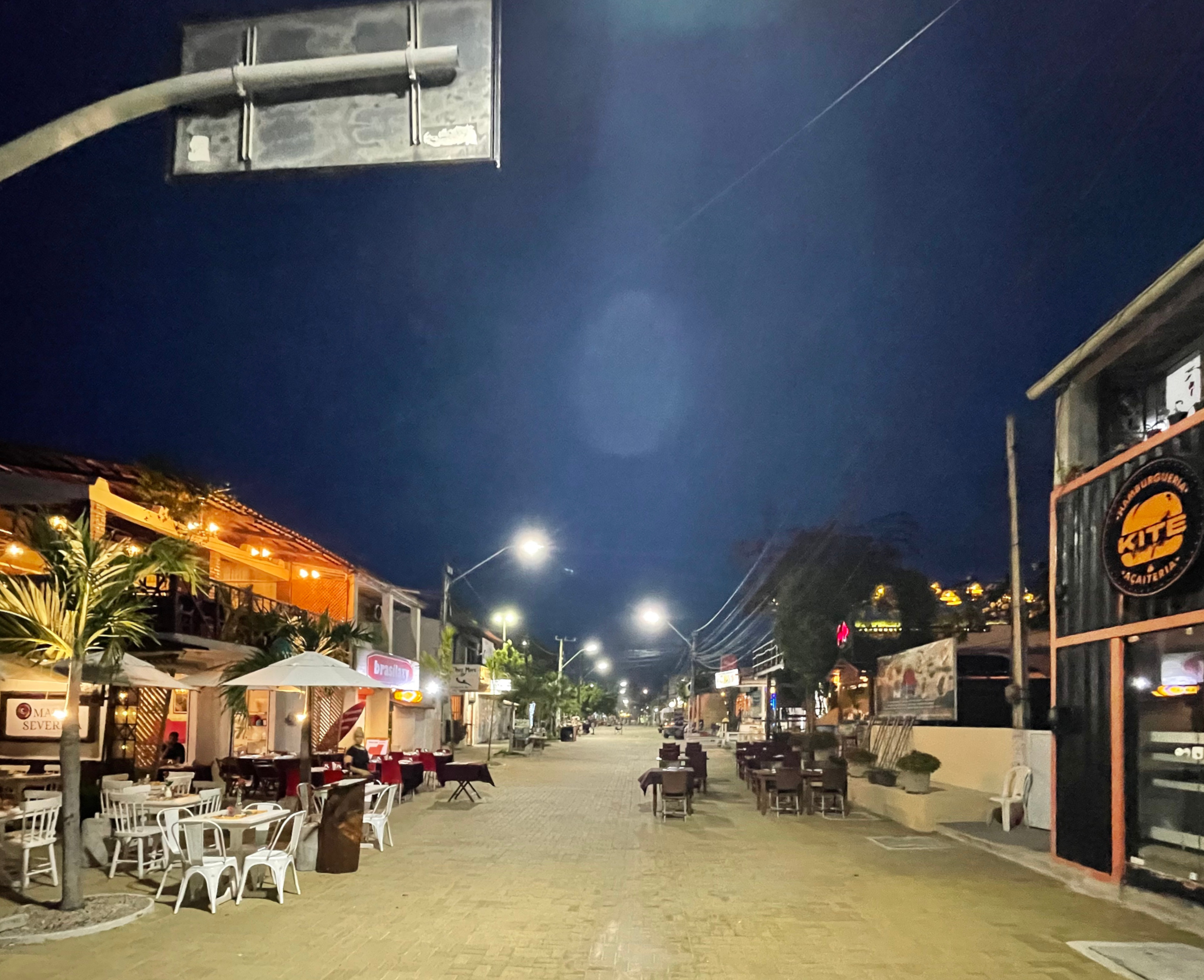
Im Ortszentrum